# Aeronau militar

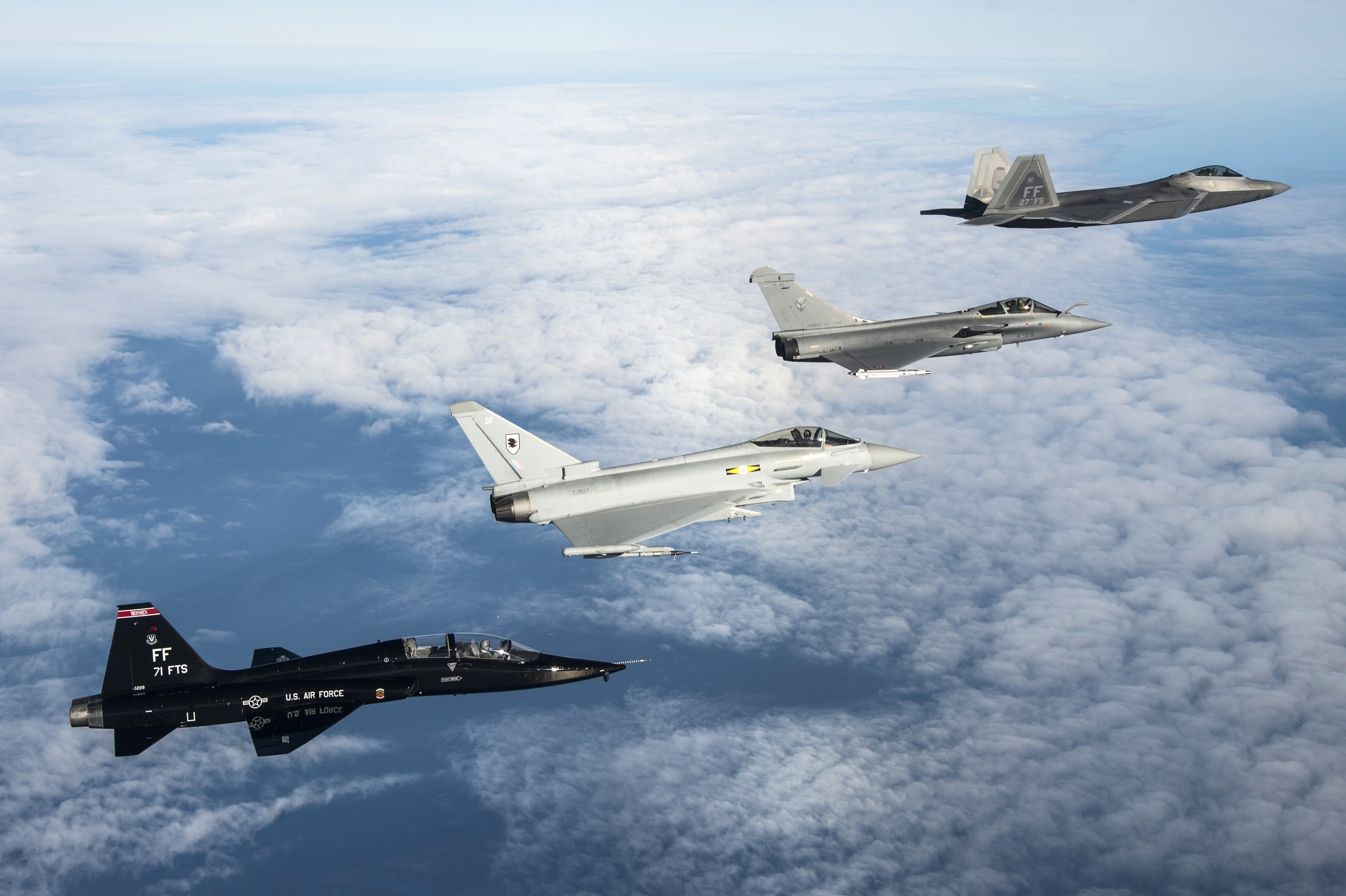
D'esquerra-a baix a dreta-a dalt: un T-38 Talon de la USAF, un Eurofighter Typhoon de la RAF, un Dassault Rafale de l'Exèrcit de l'Aire Francès i un F-22 Raptor de la USAF, volant en formació de graó.

Una aeronau militar és qualsevol aerodina d'ala fixa o d'ala rotatòria operat per un servei armat legal o insurreccional de qualsevol tipus. Els avions militars poden ser de combat o no:
- Les aeronaus de combat estan dissenyades per destruir el material enemic utilitzant les seves pròpies armes.[1] Solen ser desenvolupades i adquirides únicament per forces militars.
- Les aeronaus que no són de combat no estan dissenyades per combatre com la seva funció principal, però poden portar armes per a la seva autodefensa. Operen principalment en funcions de suport, i poden ser desenvolupades per forces militars o organitzacions civils.

## Història

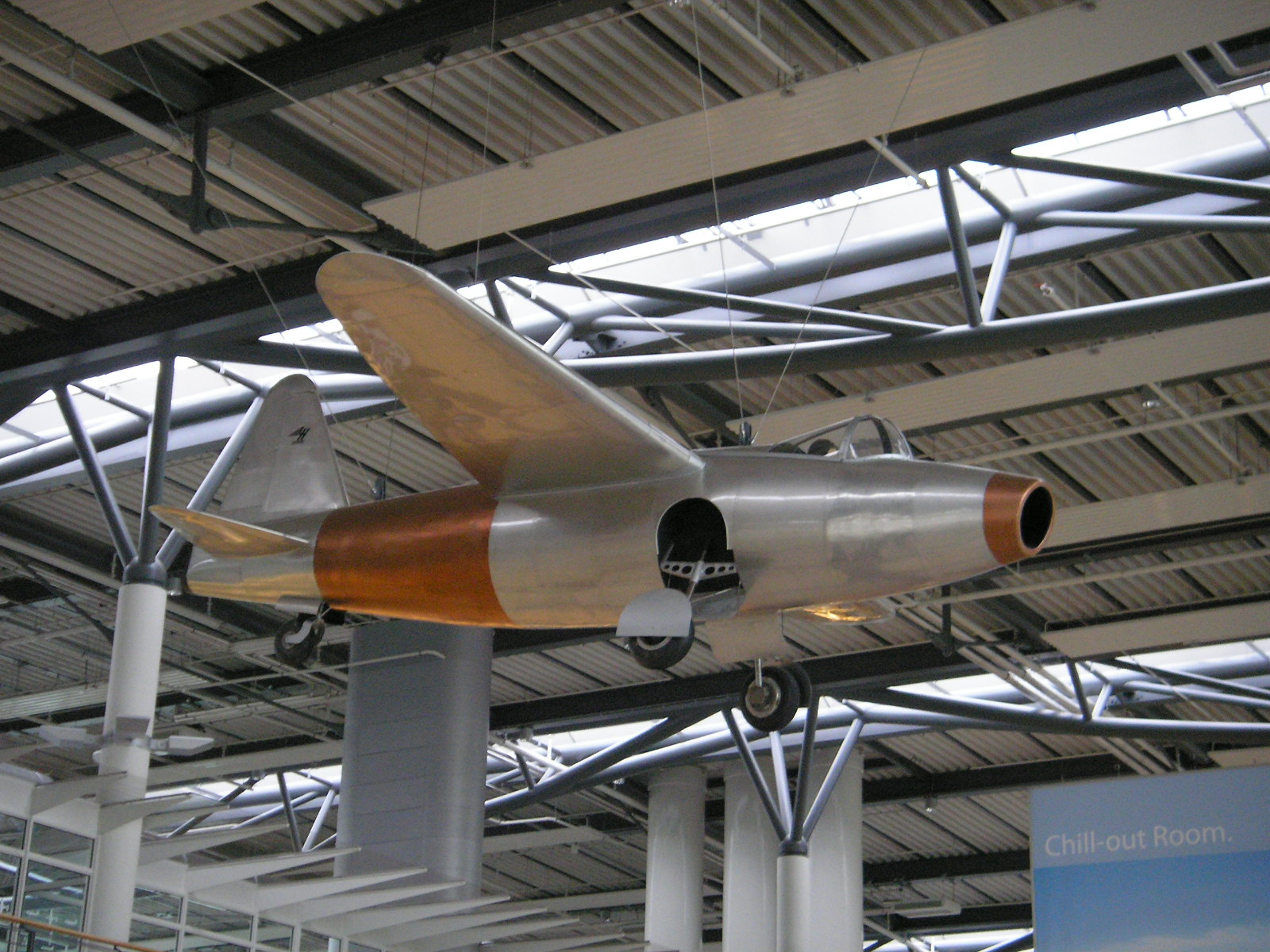
Una rèplica d'un Heinkel He 178 alemany, primera aeronau del món a volar amb la potència d'un turbojet, a l'aeroport de Rostock-Laage.

### Aparells més lleugers que l'aire
En 1783, quan es van establir les primeres aeronaus pràctiques (globus d'aire calent i d'hidrogen), es van adoptar ràpidament per a tasques militars. La primera unitat de globus militars va ser el Cos Aerostàtic Francès, que en 1794 va volar un globus d'observació durant la Batalla de Fleurus, la primera gran batalla a comptar amb observació aèria. Els globus es van seguir utilitzant durant tot el segle xix, fins i tot en les guerres napoleòniques i la guerra francoprussiana, per a l'observació i la distribució de propaganda. Durant la Primera Guerra Mundial, els dirigibles alemanys zepelí van dur a terme múltiples atacs aeris en ciutats britàniques, a més de ser utilitzats per a l'observació. En la dècada de 1920, la Marina dels Estats Units va adquirir diverses aeronaus no rígides, la primera a veure servei va ser el K-1 en 1931. El seu ús per part dels Estats Units i altres països va continuar en la Segona Guerra Mundial i l'Armada dels Estats Units finalment va retirar els seu últims globus en 1962.

### Aparells més pesats que l'aire
Poc després del primer vol del Wright Flyer, diversos militars es van interessar en els avions propulsats. En 1909, l'Exèrcit dels Estats Units va comprar el Wright Military Flyer, un avió d'observació de dos seients, per a la Divisió Aeronàutica del Cos de Senyals dels Estats Units que va servir fins al 1911, quan els avions propulsats es van convertir en un important element en diversos exèrcits de tot el món. Van realitzar les primeres missions de reconeixement i bombardeig tàctic el 23 d'octubre de 1911 en la Guerra italo-turca i la Primera Guerra dels Balcans va veure les primeres operacions aeronavals. Van llançar fullets de foto-reconeixement i propaganda en la Segona Guerra dels Balcans.
El combat aeri va ser un fet notable en la Primera Guerra Mundial, ja que els avions de combat es van desenvolupar durant aquesta guerra, el bombardeig estratègic de llarg abast es va convertir en una possibilitat i els avions es van desplegar des de portaavions. Els avions també van assumir una major varietat de funcions de suport, en particular l'evacuació mèdica i van desplegar noves armes com coets aire-aire per al seu ús contra globus de reconeixement.
La tecnologia de l'aviació va avançar ràpidament en el període d'entreguerres i els avions militars es van tornar cada vegada més capaços. En aquesta època també es van desenvolupar autogirs i helicòpters.
Durant la Segona Guerra Mundial, l'aviació militar va aconseguir noves altures. Les batalles aèries decisives van influir en el resultat de la guerra, els primers avions de reacció van volar en missions de combat, es van desplegar míssils de creuer i míssils balístics per primera vegada, les tropes aerotransportades i la càrrega es van llançar en paracaigudes en la batalla i les armes nuclears que van posar fi a la guerra van ser lliurades des de l'aire.
En l'era de la Guerra Freda, la tecnologia de l'aviació va continuar avançant a un ritme extremadament ràpid. Els avions de reacció van excedir Mach 1 i Mach 2, l'enfocament de l'armament aeronàutic es va canviar principalment als míssils, els avions van començar a portar aviònica més sofisticada, el abastament de combustible aire-aire va madurar fins a convertir-se en un fet pràctic i els avions de transport van créixer en grandària i autonomia. Els avions furtius van entrar en desenvolupament durant la dècada de 1970 i van veure acció en la dècada de 1980.

## Combat
Les aeronaus de combat o avions de guerra es divideixen àmpliament en polivalents (multi-rol), caces, bombarders, atacants i de suport per la guerra electrònica.
Existeixen variacions entre ells, inclosos els caça bombarders, com l'avió d'atac terrestre MiG-23 i el Ilyushin Il-2 Shturmovik soviètics. També s'inclouen entre les aeronaus de combat els avions de patrulla marítim de llarg abast, com el Hawker Siddeley Nimrod i el S-3 Viking, que sovint estan equipats per atacar amb míssils antivaixell i armes antisubmarines.

### Caces

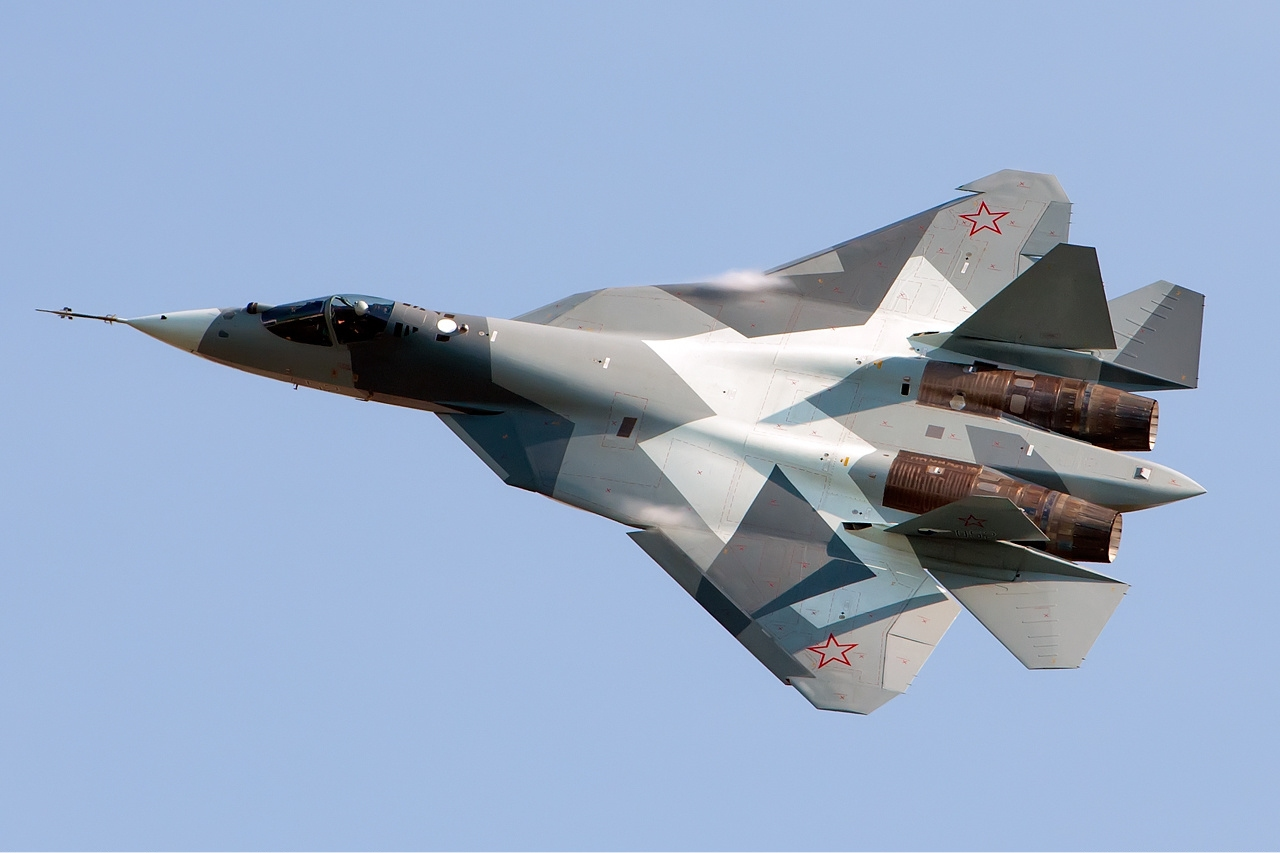
Un Sukhoi Su-57 de la Força Aèria Russa.

El paper principal dels caces és destruir als avions enemics en el combat aire-aire com a part de les operacions d'atac i contraatac ofensives i defensives (contra força aèria). Molts caces també posseeixen cert grau de capacitat d'atac terrestre, la qual cosa els permet realitzar atacs d'aire-superfície i missions de suport aeri proper. A més dels seus deures aeris de contra força aèria, tenen la tasca de realitzar missions d'escorta per a bombarders o altres avions. Els caces són capaços de portar una varietat d'armes com: metralladores, canons, coets, míssils guiats i bombes. Molts caces moderns poden atacar als caces enemics des d'una gran distància, abans que l'enemic els vegi o detecti. Exemples d'aquests caces són el F-35 Lightning II, F-22 Raptor, F-15 Eagle i el Su-27.

### Bombarders

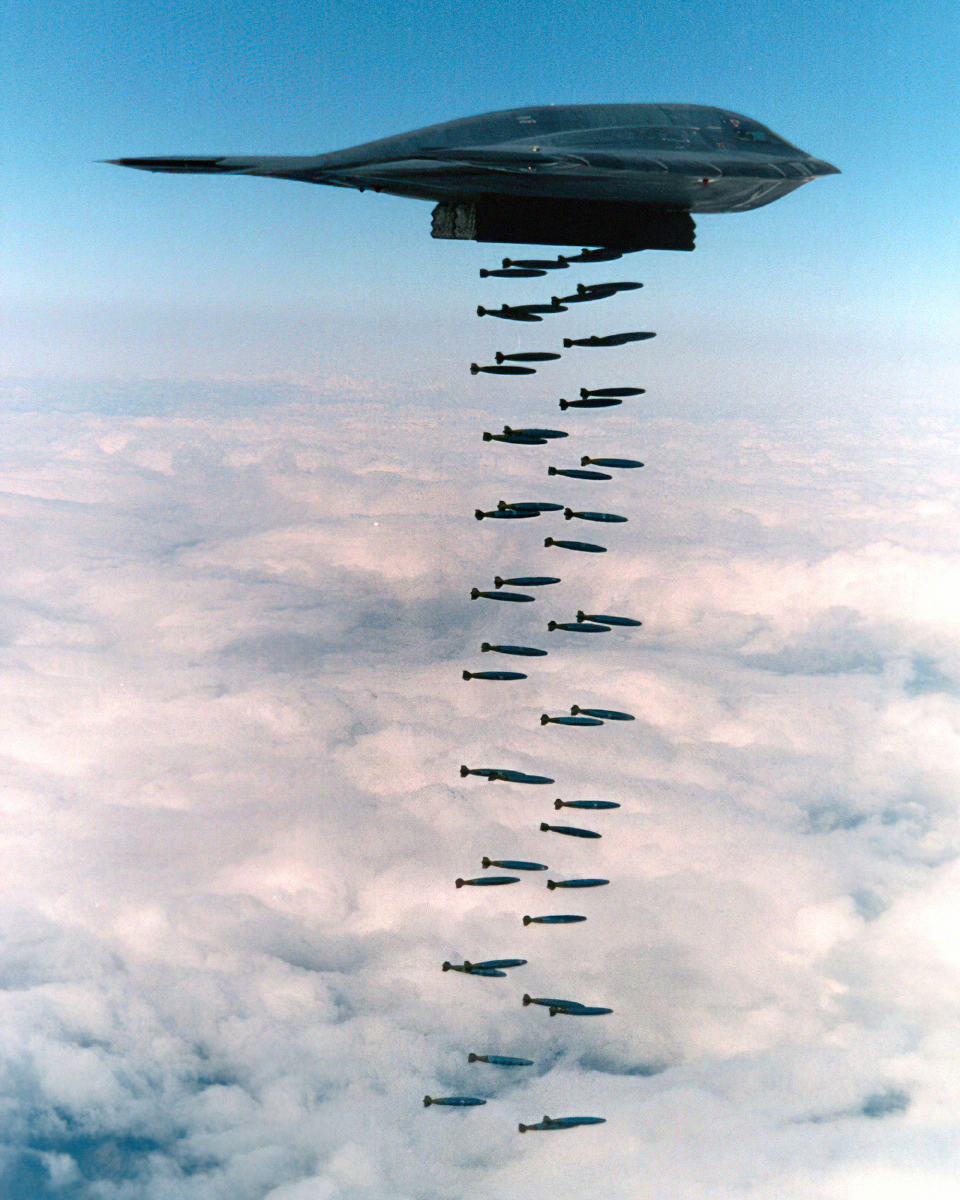
Un B-2A Spirit de la USAF

Els bombarders són normalment més grans, més pesats i menys maniobrables que els avions de caça. Són capaços de transportar grans càrregues útils de bombes, torpedes o míssils de creuer. S'utilitzen gairebé exclusivament per a atacs a la superfície i no són prou ràpids o àgils com per enfrontar-se als caces enemics cara a cara. Alguns tenen un sol motor i requereixen un pilot per operar-lo, mentre que d'altres tenen dos o més motors i requereixen tripulacions de dues o més persones. Un nombre limitat de bombarders, com el B-2A Spirit, tenen capacitats de sigil que eviten que siguin detectats pel radar enemic. Un exemple d'un bombarder estratègic seria el B-52 Stratofortress amb capacitat de llançar armes nuclears. Un exemple d'un bombarder de la Segona Guerra Mundial seria un B-17 Flying Fortress. Els bombarders inclouen bombarders lleugers, bombarders mitjans, bombarders pesats, bombarders en picat i bombarders torpeders.

### Atac

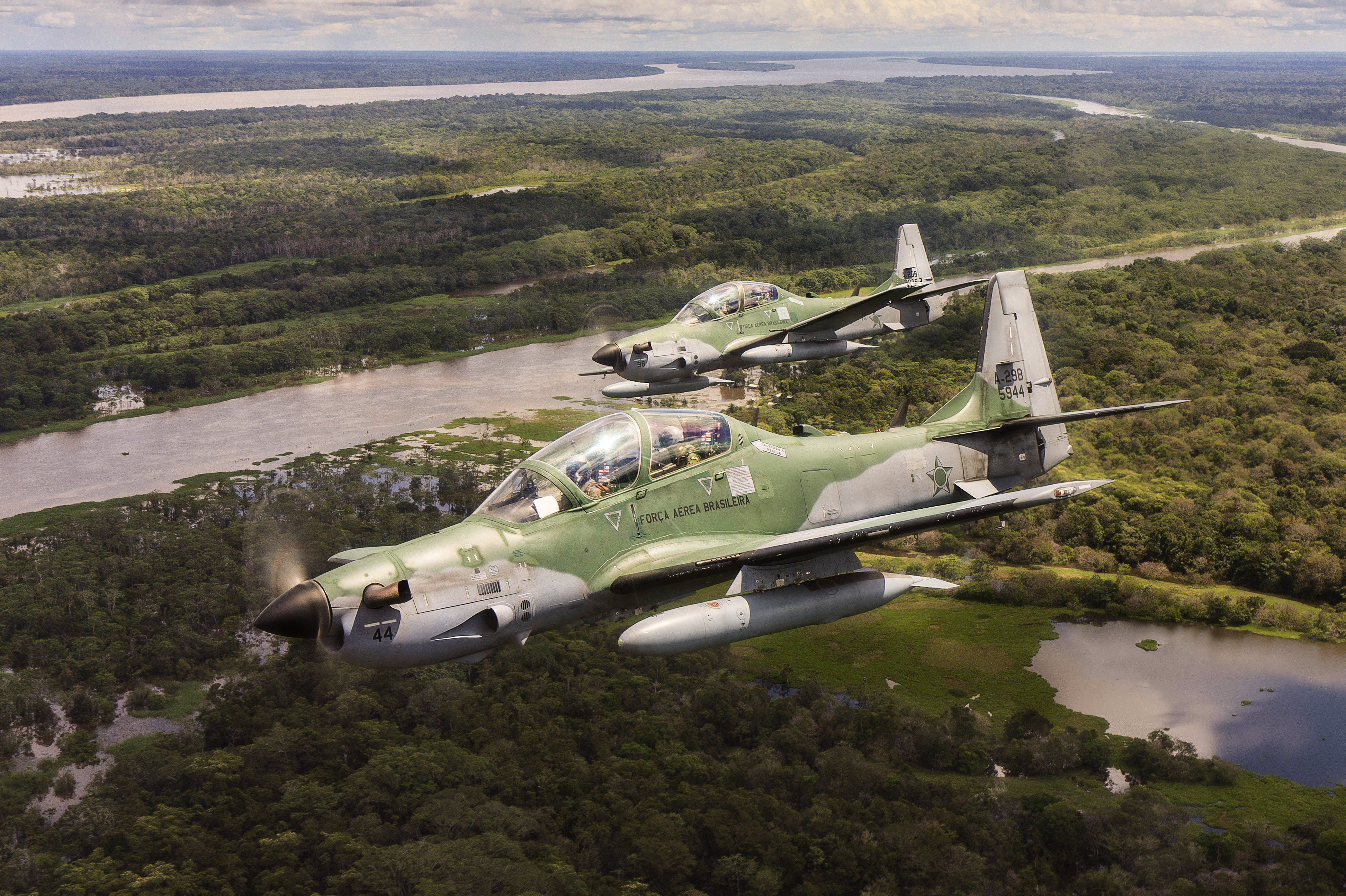
Dos Embraer EMB 314 Super Tucanos de la Força Aèria Brasilera sobrevolen la selva amazònica.

Les aeronaus d'atac també anomenades canoneres o d'atac a terra, es poden utilitzar per brindar suport a les tropes terrestres o navals amigues. Alguns models poden portar armes convencionals o nuclears molt per darrere de les línies enemigues per atacar objectius terrestres o navals prioritaris. Els helicòpters d'atac neutralitzen o destrueixen carros blindats, bucs o submarins enemics i brinden suport aeri proper a les tropes terrestres. Un exemple d'aeronau d'atac a terra històric és el Ilyushin Il-2 Shturmovik soviètic. Diversos tipus d'avions de transport s'han equipat com a canoners, amb armes de tret lateral per a atacs terrestres, aquests inclouen els avions AC-47 i AC-130.

### Guerra electrònica

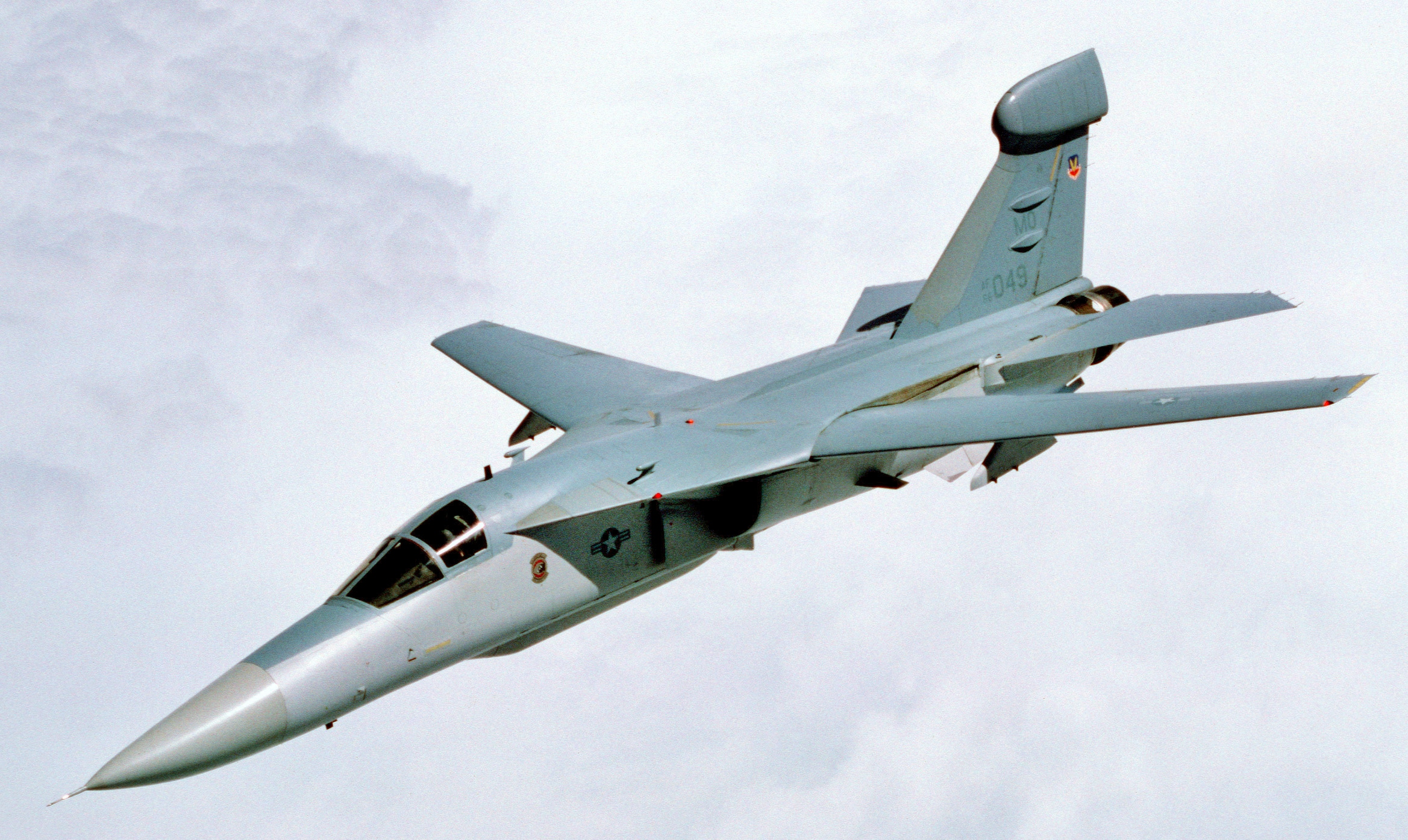
Un USAF EF-111A Raven

Una aeronau de guerra electrònica és un avió, helicòpter o dron militar equipat per a la guerra electrònica (EW en anglès), és a dir, que degrada l'eficàcia dels sistemes de ràdio i radars enemics amb la finalitat de determinar, explotar, reduir o impedir l'ús hostil de tots els espectres d'energia per part de l'adversari i alhora conservar la utilització d'aquest espectre en benefici propi. Generalment són versions modificades d'altres avions preexistents. Un exemple recent seria el Boeing EA-18G Growler, que és una versió modificada del Boeing F/A-18F Super Hornet.
Sovint aquestes aeronaus efectuen les seves tasques com a part d'un paquet d'atac al costat d'altres aeronaus de combat: caces, bombarders o atacants; com recolzo en les operacions de contra força aèria, terrestres o navals.

### Avió de patrulla marítima

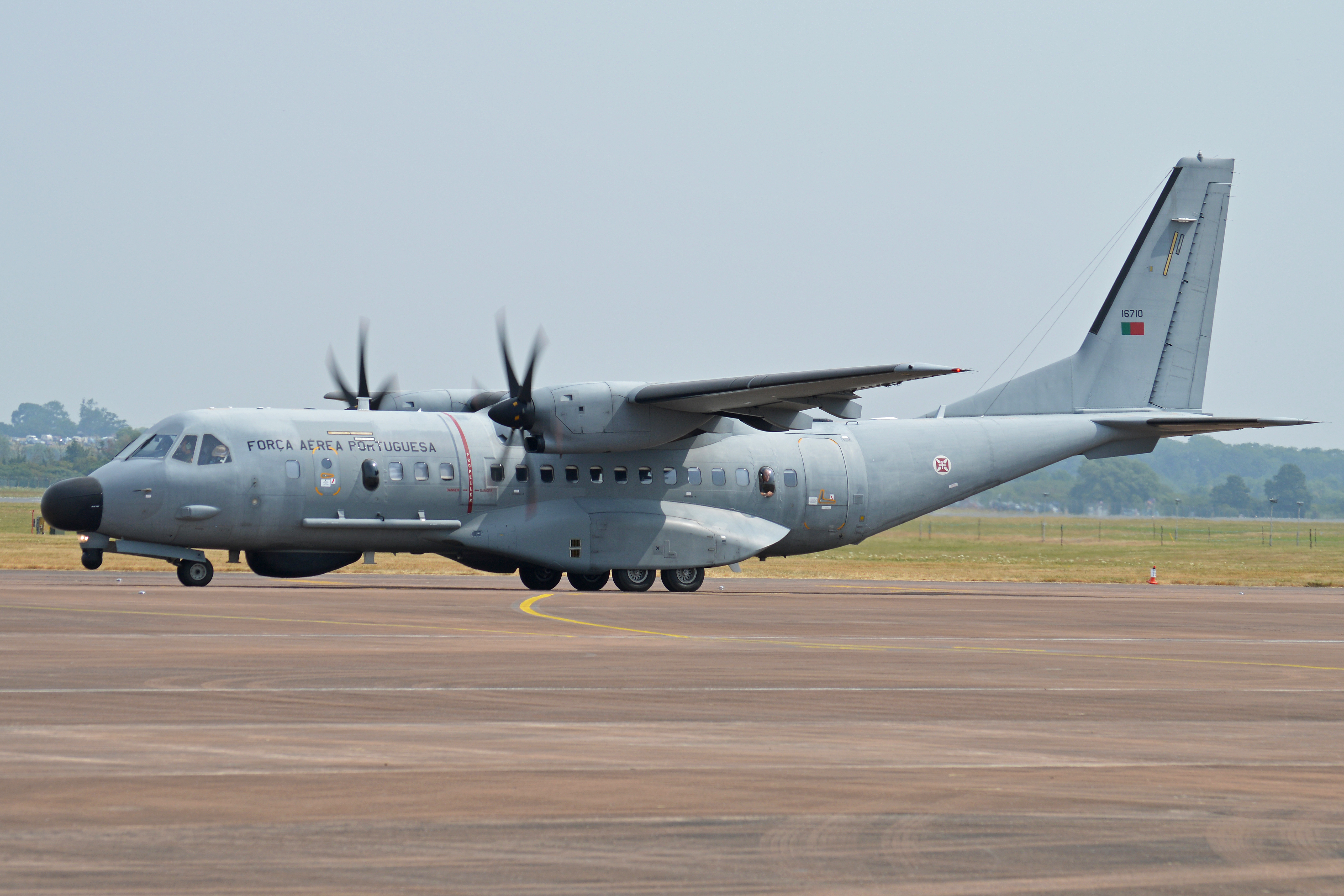
Una aeronau EADS CASA C-295 MPA/Persuader de la Força Aèria Portuguesa utilitzada per a patrulla marítima i guerra antisubmarina.

Un avió de patrulla marítima és una aeronau militar d'ala fixa dissenyada per operar durant llargs períodes sobre l'aigua en funcions de patrulla marítima, en particular complint tasques antisubmarines, antibuc i de recerca i salvament (SAR per les seves sigles en anglès). Alguns avions de patrulla marítima van ser dissenyats per a aquest propòsit, com el Kawasaki P-1 del Japó. Molts altres són dissenys modificats d'avions preexistents, com el Boeing P-8 Poseidon, que es basa en l'avió Boeing 737-800.

### Caça polivalent
Moltes aeronaus de combat d'avui dia, tenen capacitat polivalent. Generalment solament s'aplica a avions d'ala fixa, aquest terme significa que l'avió en qüestió pot ser un caça o un bombarder, depenent del que requereixi la missió. Un exemple d'un disseny de caça polivalent és el F-15E Strike Eagle, el F/A-18 Hornet i el F-35 Lightning II. Un exemple de la Segona Guerra Mundial podria ser el P-38 Lightning.

## Aeronau no combatent

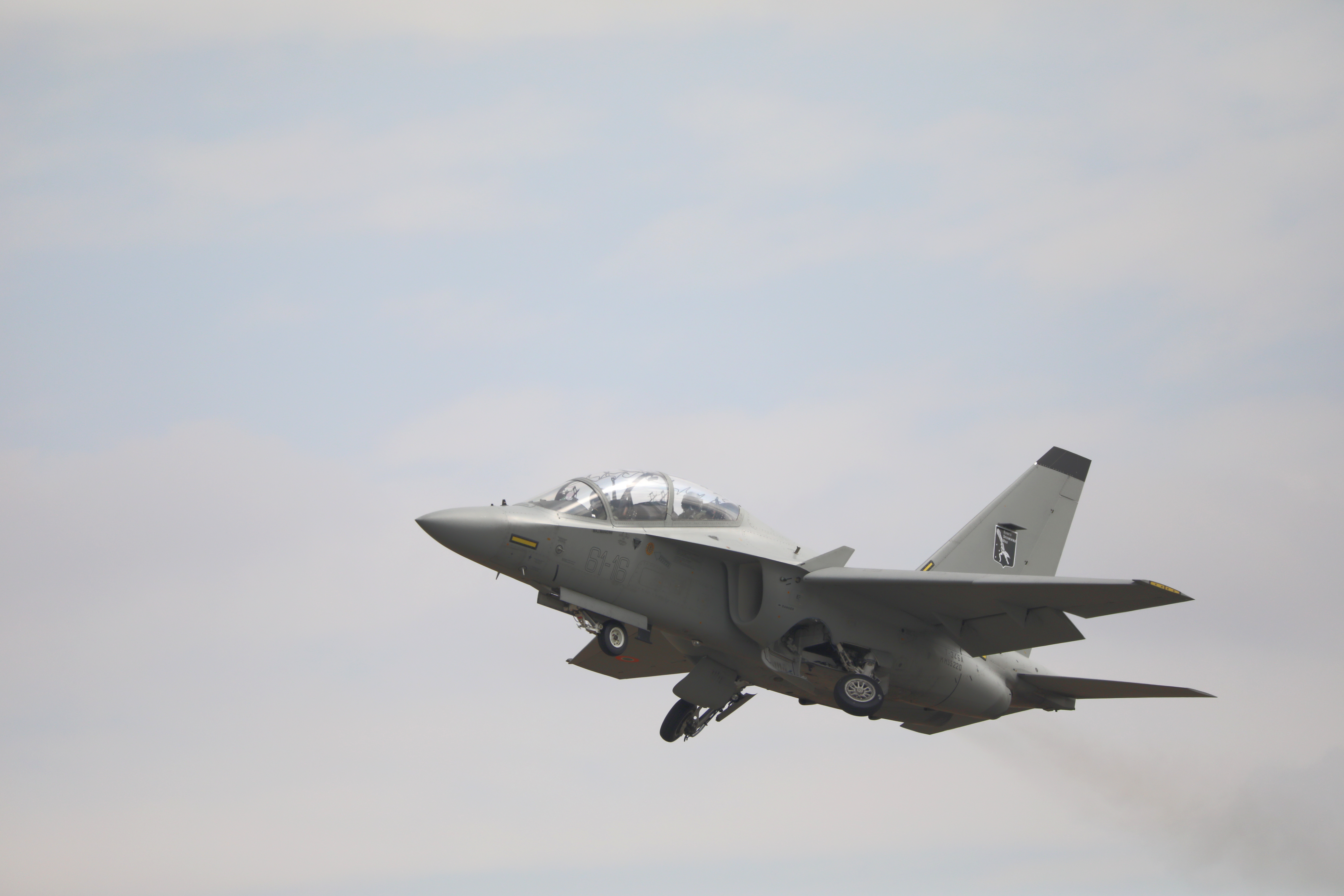
Un Alenia Aermacchi M-346 Master de la Força Aèria Italiana, utilitzat per impartir l'entrenament de pilot per a avions de combat d'última generació.

Les funcions no relacionades amb el combat de les aeronaus militars inclouen recerca i rescat, reconeixement, observació / vigilància, alerta primerenca i control aerotransportat, transport, entrenament i abastament aeri.
Molts avions civils, tant d'ala fixa com d'ala giratòria, es van fabricar com a models separats per a ús militar, com l'avió civil Douglas DC-3, que es va convertir en el C-47 Skytrain militar i els avions de transport britànics «Dakota», i dècades més tard, els canoners aeris AC-47 de la USAF. Fins i tot el Piper J3 Cub de dos seients tapitzat en tela, tenia una versió militar. Els planadors i globus també s'han utilitzat com a aeronaus militars; per exemple, els globus es van usar per a l'observació durant la Guerra Civil estatunidenca i durant la Primera Guerra Mundial, i els planadors militars es van usar durant la Segona Guerra Mundial per enviar tropes terrestres en assalts aeris.

### Transport militar

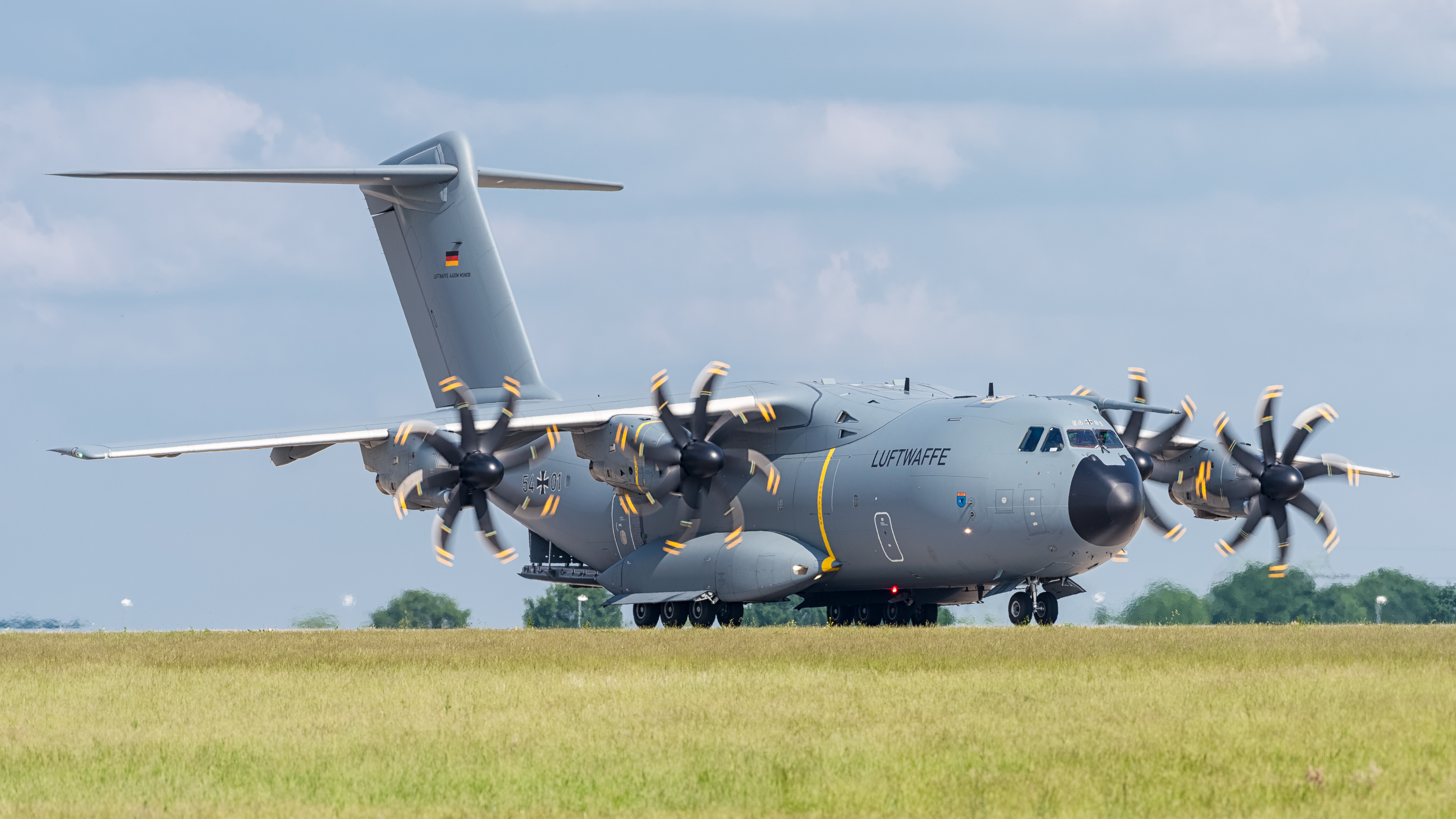
Un Airbus A400M Atlas de la Luftwaffe alemanya.

Els avions de transport militar (logístics) s'utilitzen principalment per transportar tropes i subministraments de guerra. La càrrega es pot unir a palets, que es carreguen fàcilment, s'asseguren per al vol i es descarreguen ràpidament per al lliurament. La càrrega també es pot llançar des d'avions en vol per paracaigudes, eliminant la necessitat d'aterrar. També s'inclouen en aquesta categoria les cisternes; aquests avions poden repostar altres avions mentre estan volant. Un exemple d'avió de transport és el C-17 Globemaster III. Un exemple de la Segona Guerra Mundial seria el C-47. Un exemple d'avió cisterna seria el KC-135 Stratotanker. Els helicòpters i planadors poden transportar tropes i subministraments a àrees on altres avions no podrien aterrar, així com també, hi ha helicòpters que compleixen funcions com a cisternes per a aeronaus de baixa velocitat o altres helicòpters.
Anomenar a un avió militar un «avió de càrrega» és incorrecte, perquè els avions de transport militar també porten paracaigudistes i altres soldats.

### Alerta primerenca i control aerotransportat

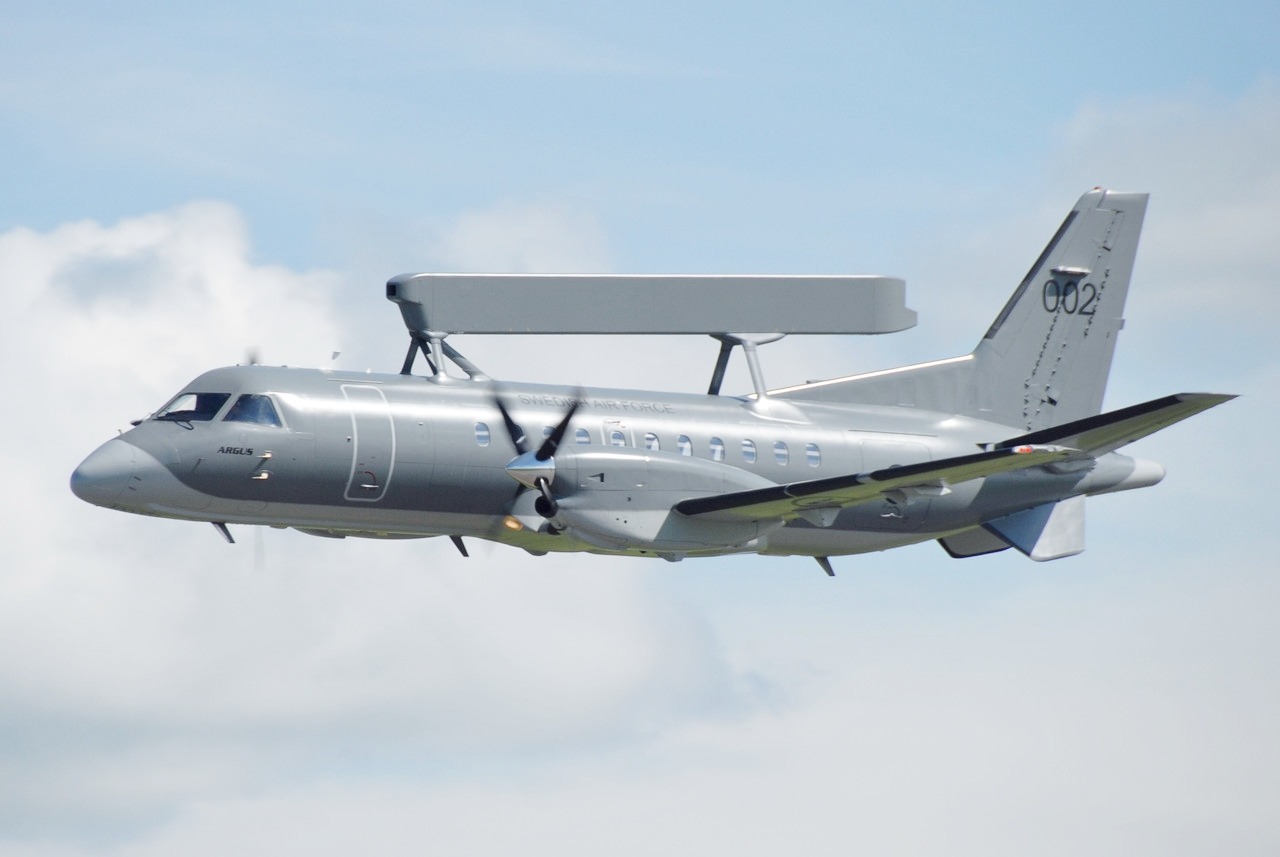
Un Saab 340 AEW&C en vol en el xou aeri 2010 de les Forces Armades Sueques.

Un sistema de control i alerta primerenca aerotransportada (AEW&C, per les seves sigles en anglès) és un sistema de radar aerotransportat dissenyat per detectar avions, vaixells i vehicles terrestres enemics a grans distàncies, alhora que controla i comanda l'espai de batalla propi en un enfrontament aeri, dirigint les operacions d'avions de combat i d'atac. Les unitats AEW&C també s'utilitzen per dur a terme vigilància, inclosos objectius terrestres i navals, i amb freqüència realitzen funcions de Gestió de Batalla/Comandament i Control (C²BM, per les seves sigles en anglès) similars a un controlador de tràfic aeroportuari al que se li dona el comandament militar sobre altres forces. Utilitzats a gran altitud, els radars de l'aeronau permeten als operadors distingir entre aeronaus amigues i hostils a centenars de milles de distància.

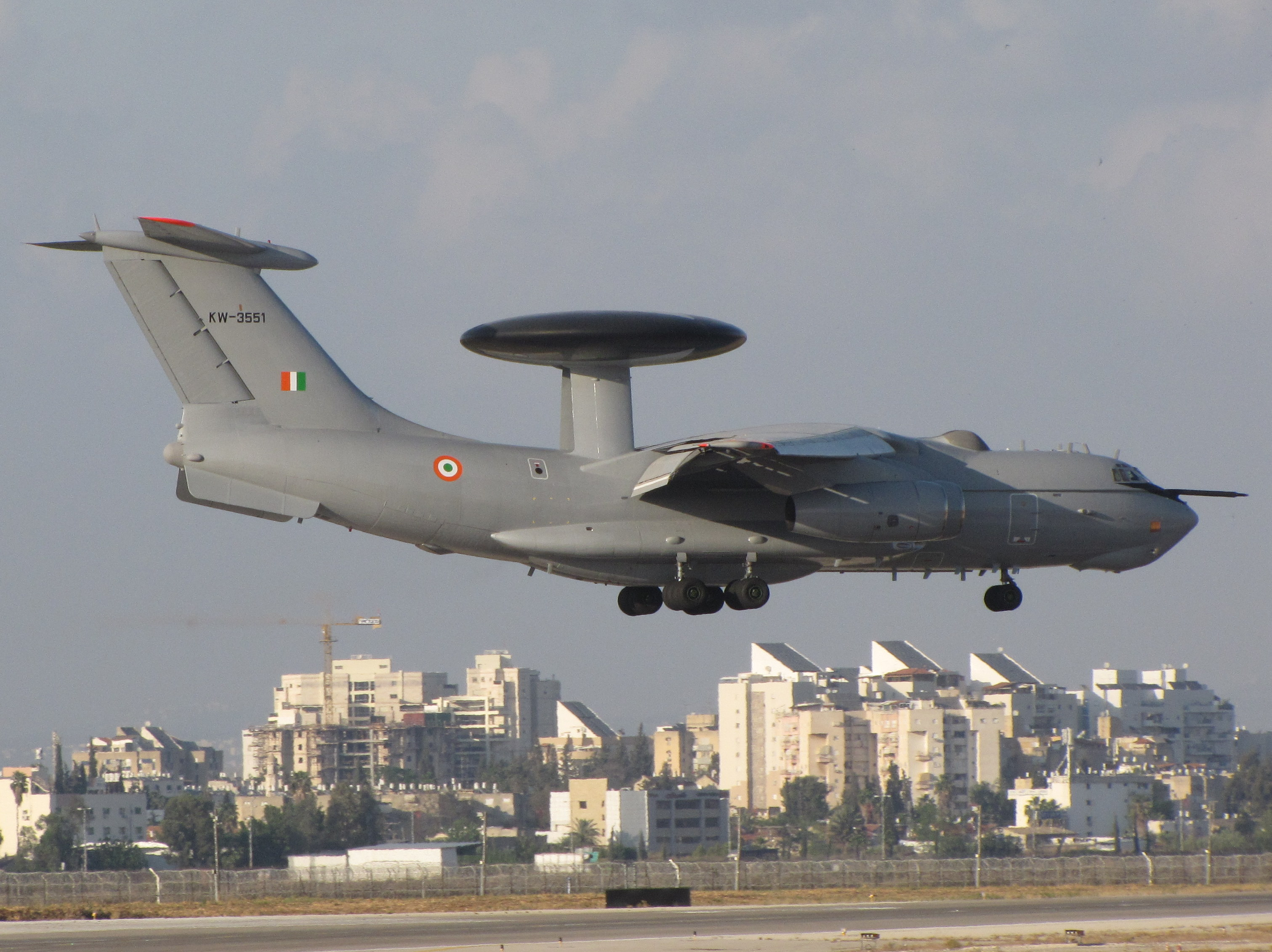
Un Beriev A-50EI Mainstay, de la Força Aèria Índia.

Els avions AEW&C s'utilitzen tant per a operacions aèries defensives com a ofensives i són per a les forces aèries entrenades o integrades de l'OTAN i dels Estats Units, la qual cosa el Centre d'Informació de Combat (CIC, per les seves sigles en anglès) és per a un vaixell de guerra de l'Armada, a més són plataformes de radar potents i de gran mobilitat. El sistema s'usa ofensivament per dirigir als caces als seus objectius i defensivament per contraatacar les forces enemigues, tant aèries com de superfície. Tan útil és l'avantatge del comandament i control des d'una gran altitud, que la Armada dels Estats Units utilitza avions AEW&C des dels seus portaavions per expandir i protegir els seus CICs.
El terme AEW&C també és conegut pels antics termes de «Alerta Primerenca Aerotransportada» (AEW) i «Sistema de Control i Alerta Aerotransportada» (AWACS, pronunciat /ˈeɪwæks/ en anglès), encara que AWACS és el nom d'un sistema específic utilitzat actualment per l'OTAN i la USAF, és sovint utilitzat per error, per descriure sistemes similars.

### Reconeixement i vigilància

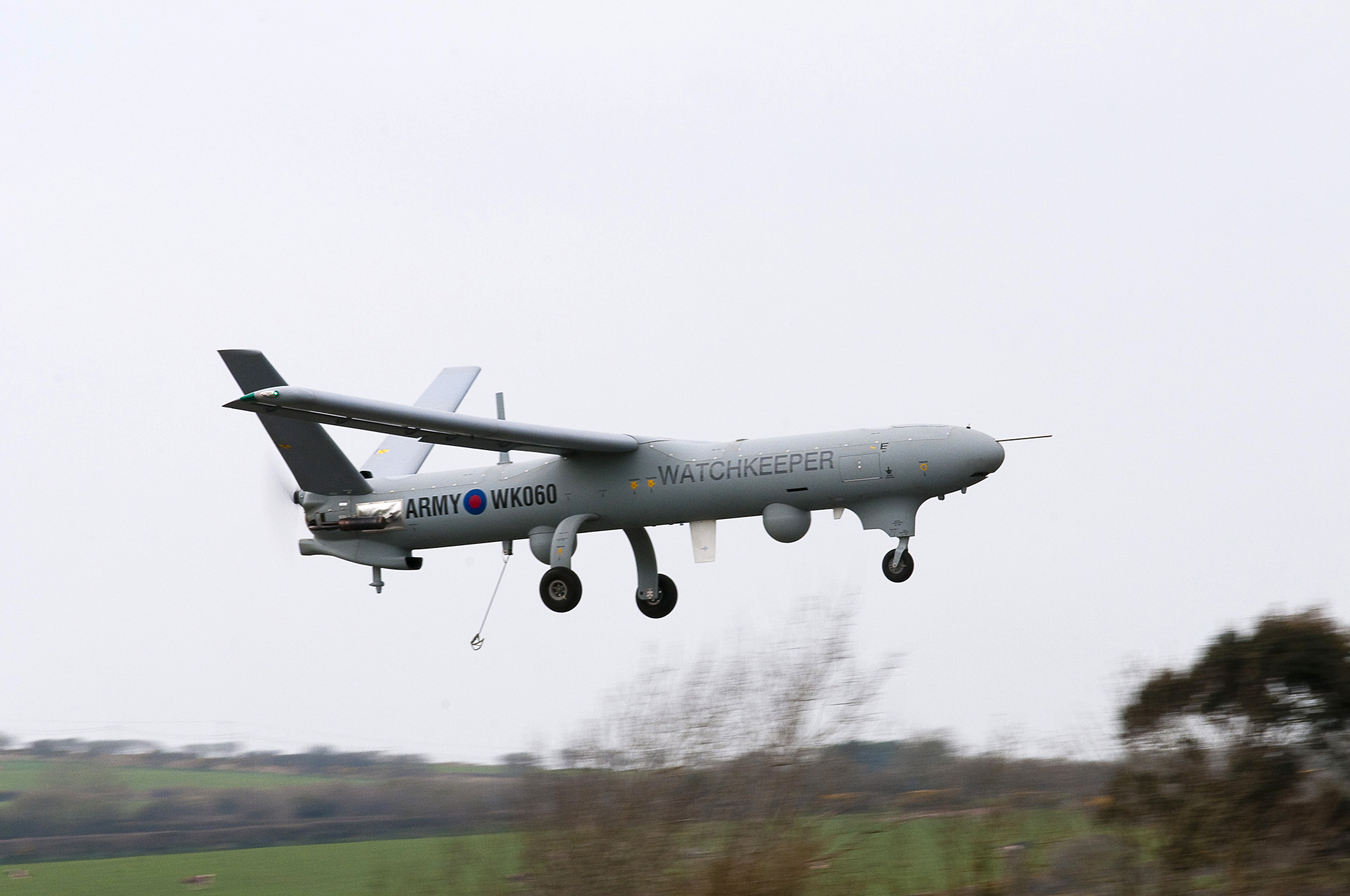
Un Thales Watchkeeper WK450, de l'Exèrcit britànic.

Els avions de reconeixement s'utilitzen principalment per recopilar dades i intel·ligència. Estan equipats amb càmeres i altres sensors. Aquests avions poden estar especialment dissenyats o poden ser modificats a partir d'un tipus bàsic de caça, bombarder o transport. Aquest paper ho exerceixen cada vegada més els satèl·lits i els vehicles aeris no tripulats (en anglès: UAV).
Els avions de vigilància i observació utilitzen radars i altres sensors per a la vigilància del camp de batalla, la vigilància de l'espai aeri, la patrulla marítima i la detecció d'artilleria. Tots ells inclouen dissenys d'avions civils modificats, globus amarrats i vehicles aeris no tripulats (UAV´s).

### Aeronaus experimentals
Les aeronaus experimentals estan dissenyades per provar conceptes aerodinàmics, estructurals, d'aviónica o de propulsió avançats. Aquestes solen estar ben instrumentades, amb dades de rendiment telemétricos en enllaços de dades de radiofreqüència a estacions terrestres situades en els rangs de prova on es volen. Un exemple d'aeronau experimental és el Bristol 188.

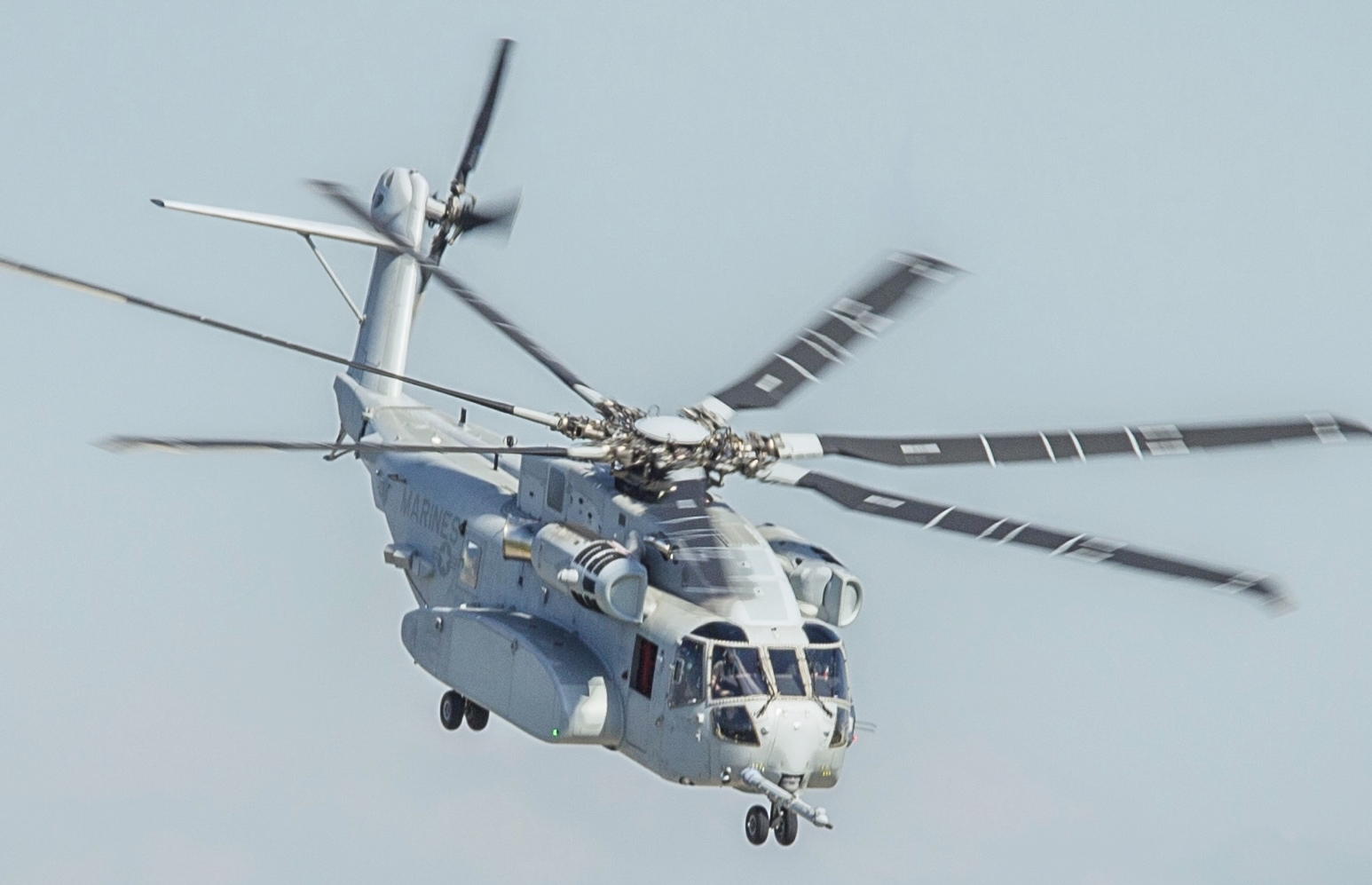
Sikorsky CH-53K King Stallion en el Saló Aeronàutic de Berlín 2018

### Aeronaus de recerca i rescat
Les aeronaus de Recerca i Rescat de Combat o també Recerca i Salvament de Combat (CSAR, per les seves sigles en anglès) són aeronaus militars d'ala fixa i ala rotatòria que estan equipades amb personal, armament, instruments, sensors i dispositius especials per salvar la vida de tripulants derrocats o combatents aïllats en el camp de batalla darrere de les línies enemigues. Aquestes operacions sorgeixen de manera accidental, encara que a la planificació general de les operacions militars està previst la seva ocupació de ser necessari i tenen un alt grau de perill i dificultat per l'ambient bèl·lic en el qual es desenvolupen.
Encara que en una operació de CSAR s'empren avions de combat (caces i d'atac) i observació com a suport armat a aquestes operacions, l'aeronau SAR per excel·lència és l’helicòpter, que per la seva capacitat de maniobra en àrees confinades i VTOL (aterratge i enlairament vertical, en anglès) realitzen el treball de rescat o salvament sobre la superfície terrestre o aquàtica on es trobi l'objectiu de la recerca.
Com un exemple d'aeronau de CSAR de la Segona Guerra Mundial està l'helicòpter Sikorsky R-4 usat el 22 d'abril de 1944 per primera vegada en el Teatre Xina-Birmània-Índia. Com a exemple d'un helicòpter usat actualment en operacions CSAR està el Eurocopter EC725 Super Cougar.

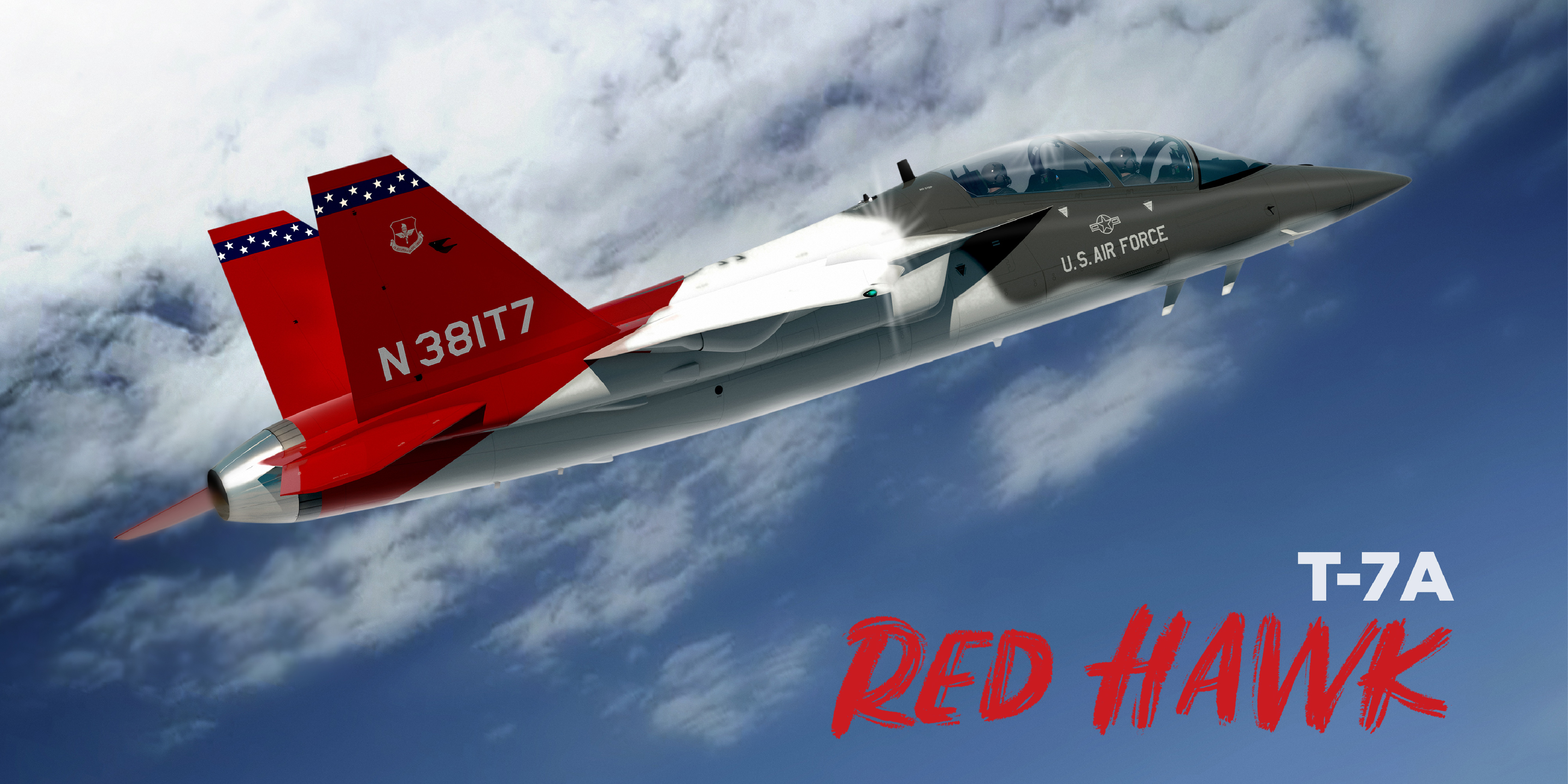
Foto publicitària de la USAF que mostra els empenatges de cua vermelles en el nou T-7A Red Hawk

### Aeronaus d'entrenament
Són aeronaus biplaza de doble comando dissenyades i usades per donar la instrucció en l'aire als alumnes pilots militars. D'acord al disseny del programa d'instrucció de cada força militar, generalment consten de tres nivells d'instrucció en l'aire per a aeronaus d'ala fixa, designades com a fase primària o elemental, fase bàsica o intermèdia i fase avançada; igualment els avions d'instrucció varien entre entrenadors primaris, bàsics i avançats. Les Forces Aèries més petites i amb menys pressupost imparteixen la instrucció de vol dels seus alumnes únicament en les dues primeres fases i les més poderoses exigeixen els tres nivells, a causa que els seus pilots compliran les seves funcions en avions d'alt performance com a caces, bombarders i avions d'atac amb tecnologia avançada de quarta o cinquena generació, tals com: els caces de superioritat aèria Eurofighter Typhoon T3, el Sukhoi Su-35BM o el Lockheed Martin F-35 Lightning II.
Els avions d'instrucció primària són aeronaus de baixa velocitat de pèrdua, creuer i aterratge, alta maniobrabilitat i capaces de sortir d'una barrina induïda o accidental amb solament deixar anar els controls de vol; aquestes característiques són compartides tant per a la instrucció de vol civil com a militar. Per tant, en aquest nivell podem trobar aeronaus civils modificades per a la instrucció militar tals com el Diamond DA40 Star, o el llegendari Beechcraft T-34 Mentor, les aeronaus ENAER T-35 Pillán de la Força Aèria de Xile i CIAC-Lancair T-90 Calima de la Força Aèria Colombiana.

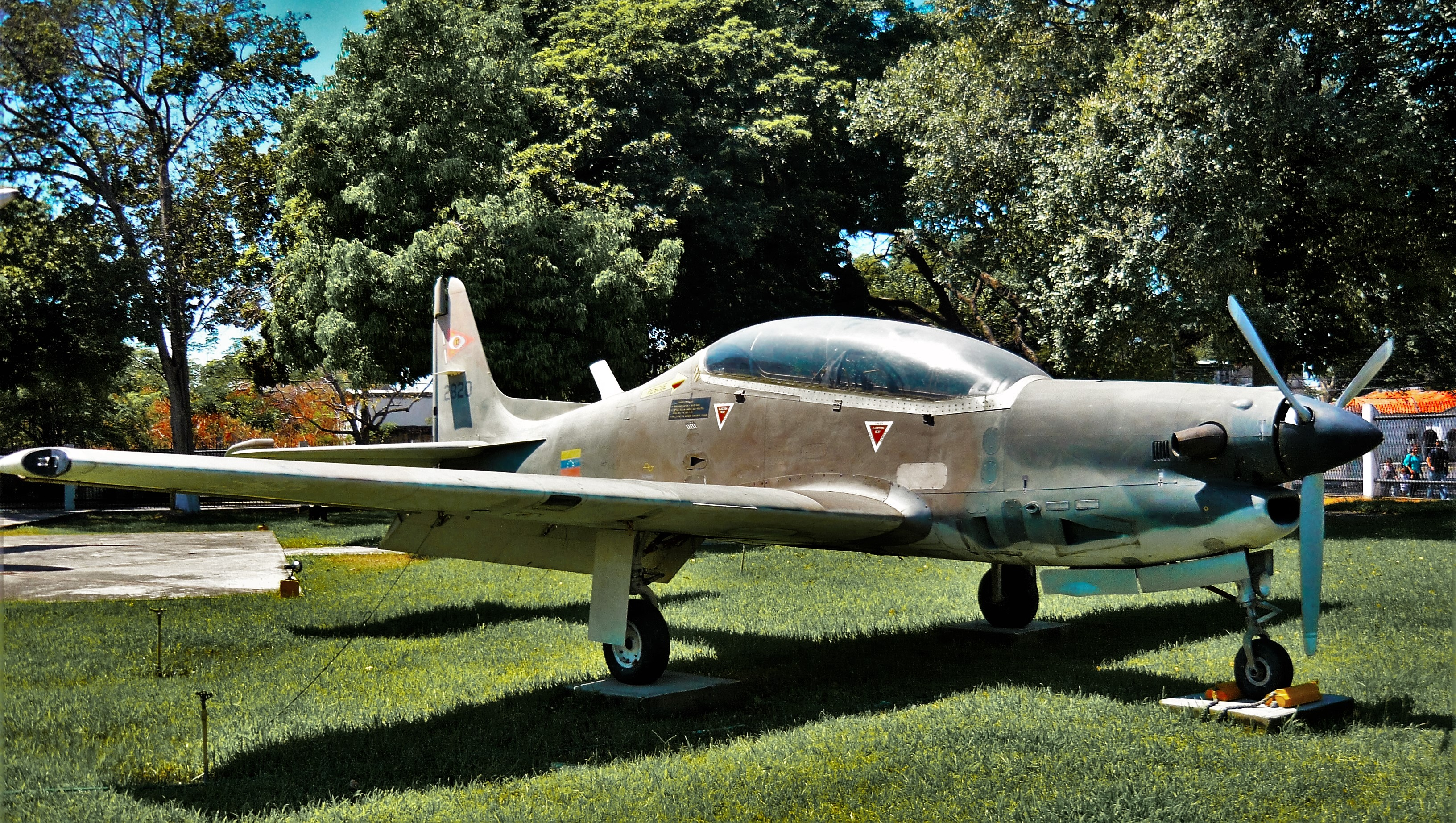
Tucano AT-27 en el Museu Aeronàutic de Maracay, Veneçuela.

Els avions d'instrucció bàsica o intermèdia són aeronaus capaces d'efectuar maniobres més properes al que seria un combat aeri tals com el Loop (Bucle), tonel, reverseman, immelman, vol invertit, caiguda d'ala i una infinitat de maniobres i acrobàcies que proven a l'alumne pilot sota condicions de tensió operacional incloses les gravetats negatives i positives que s'experimenten en el vol militar amb avions més avançats. Aquests avions solen ser més maniobrables i potents, impulsats amb motors turbohèlix o d'una/dues turbines i requereixen entrenament per recuperar-los de posicions inadequades i perilloses com les barrines, així com la capacitat addicional d'efectuar missions d'atac lleuger i suport aeri proper amb armament convencional (canons, coets i bombes). Tant en la primera com en la segona fases d'instrucció es poden incloure vols en formació, instruments bàsics i avançats, nocturn, navegació a estima, radionavegación i tir. Per a la instrucció bàsica militar es fabriquen aeronaus per a ús exclusivament militar tals com: Beechcraft T-6 Texan II, Aero L-159 ALCA, Hongdu JL-8 Karakorum i el reeixit Embraer EMB-312 Tucano.

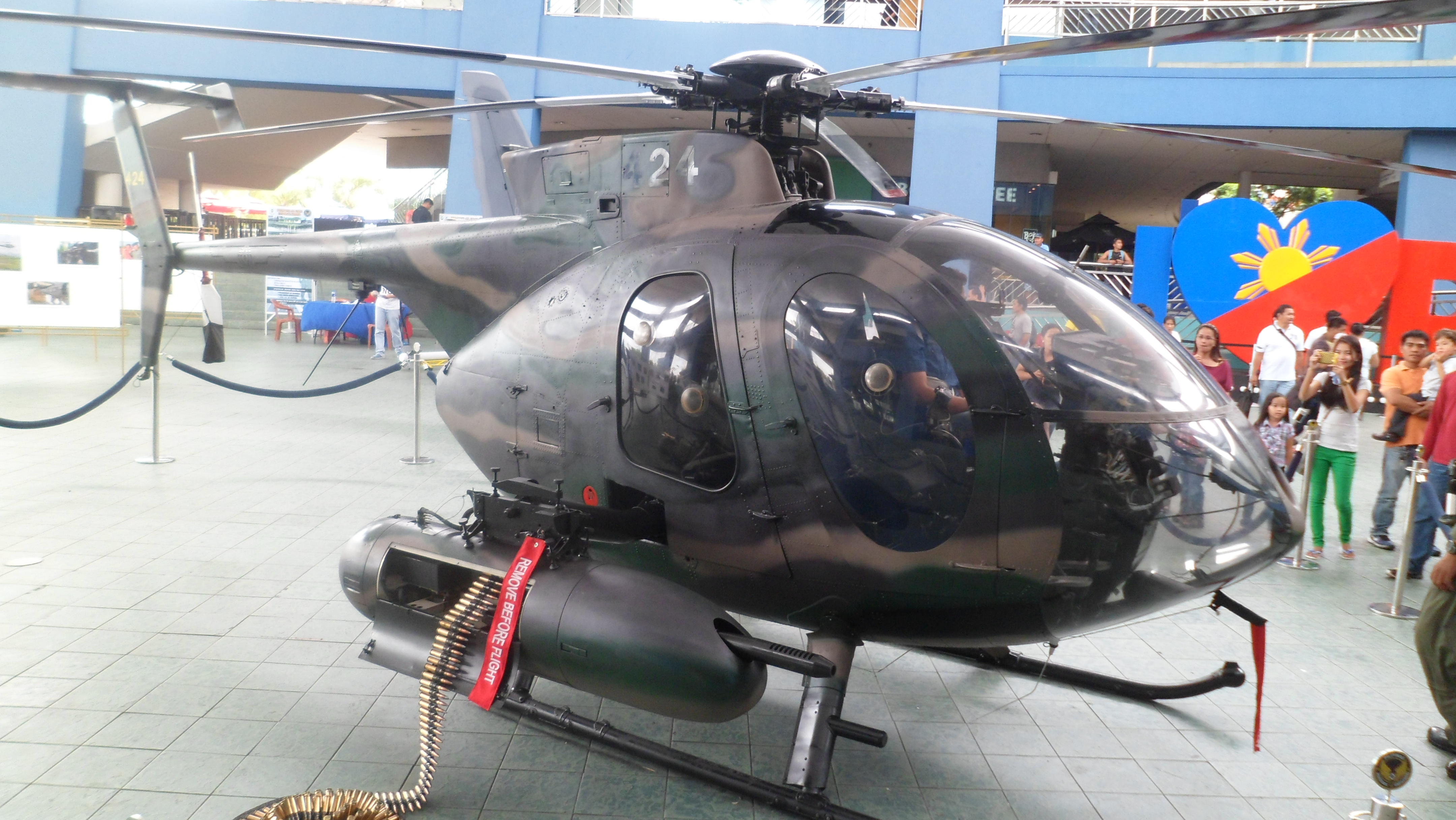
Helicòpter d'atac lleuger MD-520MG de la Força Aèria de les Filipines

Els avions d'entrenament avançat equipats amb motors molt més potents que els de el segment anterior, preparen a l'alumne pilot per a l'operació d'avions caces polivalents d'alt performance. Estan basats en el sistema d'entrenament per a líders caçadors Lead-in fighter training (LIFT) que utilitzen aviónica avançada i capacitat de gestió d'emmagatzematge que emulen als caces de superioritat aèria, proporcionant un entrenament eficient en escenaris de combat amb costos d'entrenament reduïts en comparació als de la versió operativa. Aquests sistemes també poden recrear situacions de combat reals i efectuar missions d'atac lleuger. Exemples d'aquestes aeronaus són: Yakolev Yak-130, BAE Hawk, Dassault/Dornier Alpha Jet o el Boeing/Saab T-7 Red Hawk.
Existeixen programes equivalents de vol per a alumnes pilots militars d'helicòpters i transport, que van elevant el seu nivell de pro eficiència des del més elemental fins a la fase avançada; en aquest sentit per a la fase d'instrucció primària o elemental, s'empra l'helicòpter Aérospatiale Alouette III i per a les fases bàsica i avançada està l'helicòpter d'atac lleuger McDonnell Douglas MD 500 Defensar. Com a entrenador primari per a pilots i navegants de transport està l'avió Grob G 120TP, per a la fase intermèdia s'usa el Beechcraft C-12 Huron i finalment, l'avió biturbina Raytheon T-1 Jayhawk s'usa com a entrenador avançat.